# Heinz Stücklen

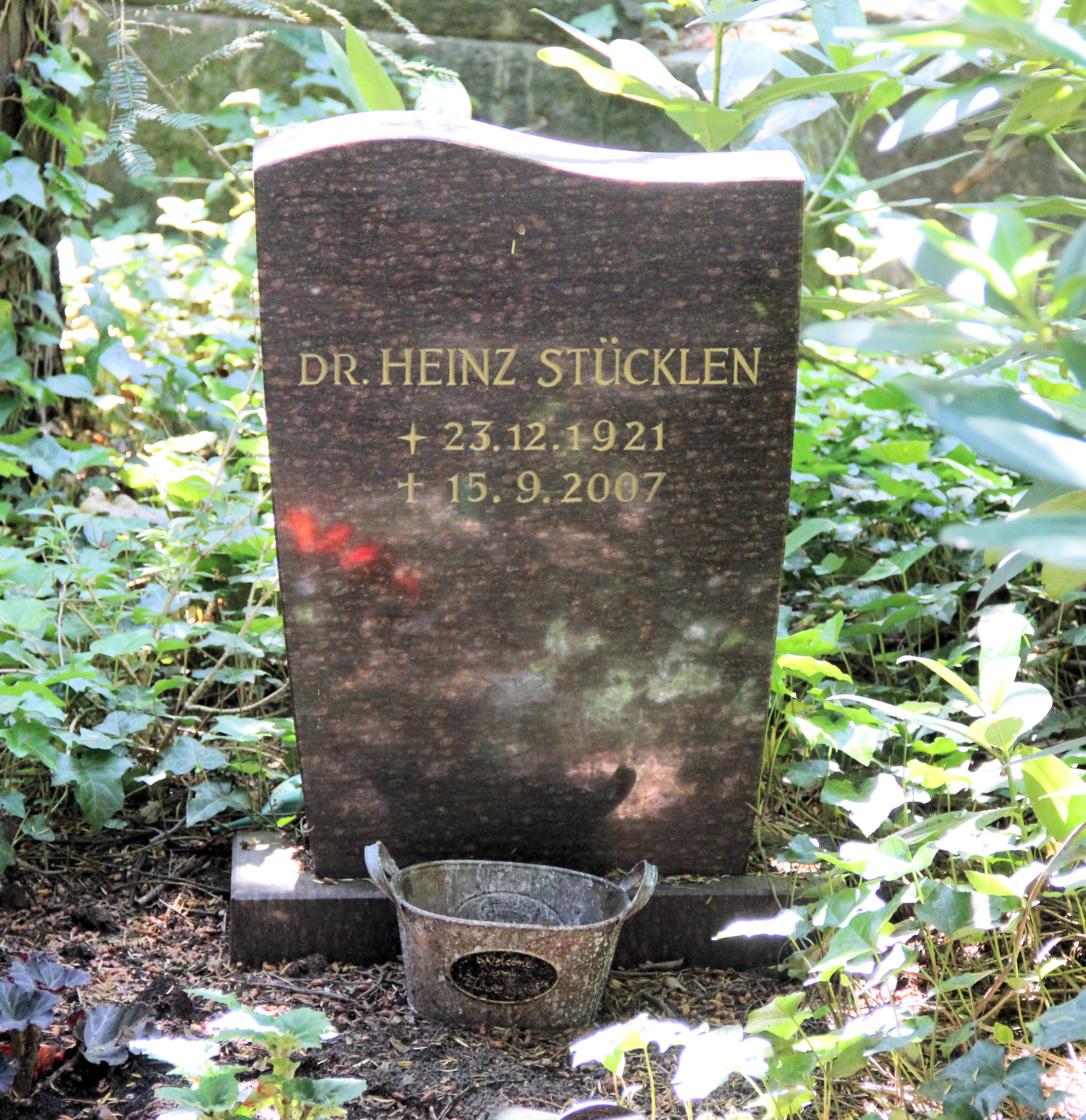
Grabstätte, Thuner Platz 2–4, in Berlin-Lichterfelde

Heinz Stücklen (* 23. Dezember 1921 in Berlin; † 15. September 2007 ebenda) war ein deutscher Arzt und Berliner Kommunalpolitiker (SPD).

## Leben
Heinz Stücklens Vater war der Bezirksstadtrat von Berlin-Steglitz Georg Stücklen (1890–1974) und ein Cousin des Bundespostministers und Bundestagspräsidenten Richard Stücklen (1916–2002).
Stücklen studierte in Berlin Medizin und wurde 1954 mit einer Arbeit über die Behandlung von Blasentumoren zum Dr. med. promoviert. 1959 wurde er, inzwischen Facharzt für Urologie, zum Bezirksstadtrat für Gesundheit im Bezirk Neukölln gewählt. Zuvor war er seit 1948 für die SPD als Bezirksverordneter in Berlin-Steglitz tätig. Seit 1965 war er stellvertretender Bezirksbürgermeister, von 1971 bis 1981 Bezirksbürgermeister von Berlin-Neukölln. Nach dem Ausscheiden aus dem Amt leitete er ein Berliner Krankenhaus und stand von 1982 bis 1992 dem Berliner Landesverband des Deutschen Roten Kreuzes vor.

## Ehrungen
Heinz Stücklen wurde 1979 mit dem Bundesverdienstkreuz 1. Klasse ausgezeichnet.
Am 19. September 1994 wurde ihm der Ehrentitel „Stadtältester von Berlin“ verliehen.

## Veröffentlichung
- Über die Diagnose und Behandlung von Blasentumoren (Diss.), o. O. (Berlin), 1954